# Stomatosema robustum
Stomatosema robustum är en tvåvingeart som först beskrevs av Ephraim Porter Felt 1920.  Stomatosema robustum ingår i släktet Stomatosema och familjen gallmyggor.
Artens utbredningsområde är New York. Inga underarter finns listade i Catalogue of Life.